# Rafè
Le rafè (hébreu : רָפֵא « faible, » « mou ») est un signe diacritique de l'alphabet hébraïque, représenté graphiquement par une barre courte placée au-dessus de certaines lettres, afin d'indiquer que leur prononciation ne doit pas être accentuée.

## Qualité phonétique
D'apparence similaire au macron grec, le rafè exerce une fonction différente.
En hébreu biblique, les lettres du groupe « bega"d kefa"t » (beth, guimel, dalet, kaf, pe et tav) peuvent être prononcées de deux manières : fricative ([v], [ɣ], [ð], [x], [f], [θ]) ou occlusive ([b], [g], [d], [k], [p], [t]).
Le système de ponctuation massorétique de Tibériade indique une prononciation fricative au moyen du rafè, lequel a donc une fonction exactement opposée au daguech doux. 
Le rafè peut également être employé en contraste avec le mappiq, pour indiquer que les lettres aleph et hè sont muettes, et utilisées comme matres lectionis.

## Usage durafè

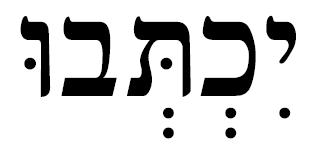
Le khaf étant précédé par une lettre portant une voyelle, et le vet par une lettre accentuée par un shva mobile, ces deux lettres sont rafè (bien que non marquées par le signe diacritique correspondant au rafè ; יִכְתְּבוּ est la troisième personne du pluriel du futur du verbe כָּתַב)

### En hébreu
Le rafè est tombé en désuétude en hébreu avec l'apparition de l'imprimerie, bien que Gesenius (1813) écrive avoir encore vu quelques Bibles hébraïques qui l'utilisaient en certains endroits du texte pour souligner l'absence de daguech ou de mappiq. Certaines éditions récentes de la Bible hébraïque, dont celle de l'institut Simanim de Jérusalem, en réintroduisent l'usage. Par ailleurs, la dénomination de rafè a été conservée en grammaire hébraïque, afin de désigner une lettre de la série bega"d kefa"t sans daguech.
La règle générale est qu'une lettre bega"d kefa"t est rafè après une voyelle, et marquée d'un daguech doux en l'absence de voyelle. Elles sont donc rafè :
- après un shva na’ (שווא נע, shva mobile) ou une voyelle (dans וּבְכָל-הָאָרֶץ ouvekhol haaretz, et dans tout le pays, la lettre vet est rafè parce que précédée d'une voyelle, et khaf l'est également, du fait du shva mobile qui le précède),
- en tête de mot, si le mot précédent leur est lié et termine par une voyelle (dans וַיְהִי-כֵן vayehi-khen, le khaf est rafè, parce qu'en tête de mot et précédé d'un mot qui termine par une voyelle).

### En yiddish
L'emploi du rafè est utilisé dans certaines orthographes du yiddish, en particulier dans l'orthographe yiddish normalisée du YIVO, pour distinguer le /p/ du /f/. Il est aussi utilisé pour indiquer la prononciation /v/ de la lettre בֿ (veys) dans les mots d'origine hébraïque.
| Nom | Symbole | API | Translittération | Exemple en yiddish |
| --- | ------- | --- | ---------------- | ------------------ |
| pe  | פ       | /p/ | p                | פּאַװע (pave) [paon] |
| fe  | פֿ       | /f/ | f                | פֿון (fun) [de, en] |

### En ladino
Le rafè est utilisé en  ladino pour les phonèmes [v], [ð], [f], [d͡ʒ]/[t͡ʃ], [ʒ].